# Martin Sicherl
Martin Sicherl (14. prosince 1914 Miřejovice – 11. října 2009 Münster) byl klasický filolog a vysokoškolský učitel.

## Život
Vystudoval klasickou filologii na Německé univerzitě v Praze. V roce 1937 získal doktorát dizertací o řeckých magických papyrech.Na základě toho získal roční stipendium v Římě, kde začal studovat řecké a latinské rukopisy, které se později staly jeho hlavním působištěm.
Po druhé světové válce pokračoval ve své práci od roku 1950 na univerzitě v Mohuči. V roce 1955 zde habilitoval na rukopisech, vydáních a překladech Iamblichových De mysteriis.
V roce 1963 byl jmenován profesorem řečtiny na Institutu pro archeologii na univerzitě v Münsteru, který se později stal Institutem pro klasickou filologii. Tuto funkci zastával až do svého odchodu do důchodu v roce 1982.